# Koninklijke/Shell Exploratie en Produktie Laboratorium

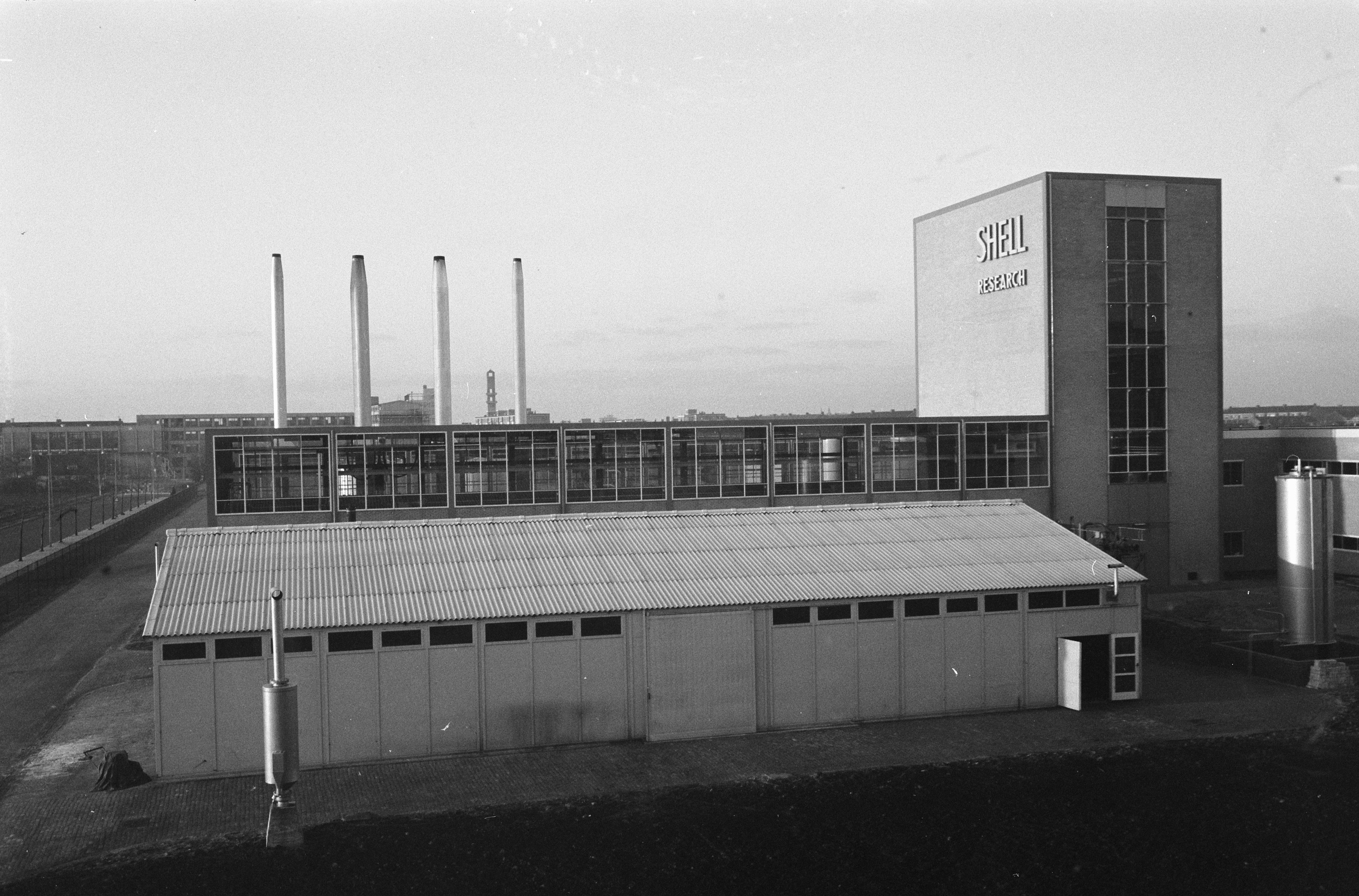
Bij de opening

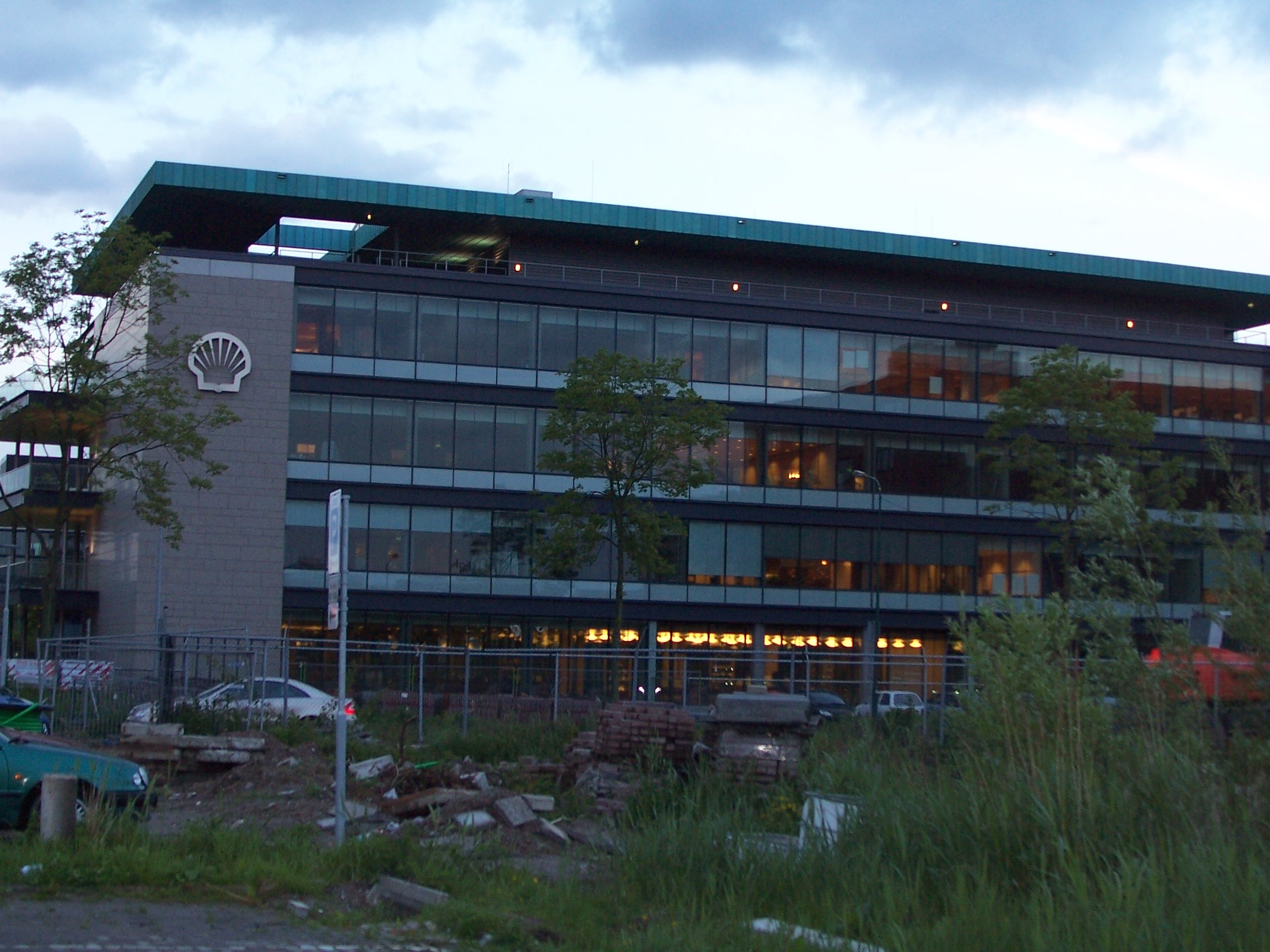
Na de sluiting

Het Koninklijke/Shell Exploratie en Produktie Laboratorium (KSEPL) was van 1961 tot 2018 een laboratorium van Shell Research in Rijswijk (Zuid-Holland). Het was gevestigd aan de Volmerlaan in de Plaspoelpolder. 
Rond 1990 waren zo'n 650 mensen in dienst, waarvan pakweg de helft een studie aan de universiteit hadden afgerond. Het KSEPL had ook een recruteringsfunctie: veel researchers zijn uiteindelijk in een (hoge) leidinggevende positie beland. Om de resultaten van het onderzoek te kunnen implementeren en evalueren werkten veel onderzoekers tijdelijk bij groepsmaatschappijen en keerden daarna weer terug naar het KSEPL. 

## Onderzoek
Er werd fundamenteel en praktisch onderzoek gedaan naar alle aspecten van het winnen van aardolie en gas. Aanvankelijk op de klassieke wijze, later ook met behulp van software. Een aantal afdelingen voerde onderzoeken uit die door groepsmaatschappijen waren aangevraagd. Er vond vaak overlap plaats tussen onderzoek voor de exploratie en de productieafdelingen.

### Exploratie research
Met deze research richtte zich op methoden en technieken voor het vinden van olie en gas. Het ging daarbij om de kans die te vinden en te voorspellen hoeveel zwavel er in zit, of het om zware of lichte olie gaat, dat werk. Fundamenteel onderzoek voor 3D-computergraphics werd samen met onderzoekers van het Erasmus MC gedaan, omdat die hun weg in de hersenen ook zo wilden vinden. 

#### Geofysica
Hier werd het verloop van de gesteentelagen in de aardkorst onderzocht, voornamelijk met seismische reflectie. schokgolven kunnen worden opgewekt met explosieven als dynamiet, pneumatisch met hoge luchtdruk of gasexplosies. De door bepaalde aardlagen teruggekaatste geluidsgolven worden door seismometers opgevangen en met computers verwerkt. Daaruit kunnen de grenzen en de omvang van afzettingsgesteenten op een diepte van enkele kilometers worden afgeleid.   
Zo had het laboratorium o.a. een ponton liggen in de Zevenhuizerplas voor het testen van airguns en voerde ook proeven uit in Noord-Brabantse bossen. 

#### Geologie
Dit onderzoek richtte zich op de geologische factoren die van invloed zijn op het ontstaan, het zich verplaatsen en het zich verzamelen van olie en gas. Zo bestudeerde men het gedrag van breuken en plooien die als gevolg van de voortdurende bewegingen in de aardkorst en de bovenste aardlagen voorkomen. Boorkernen werden naar het lab gestuurd voor onderzoek. 

#### Geochemie
Hierbij ging het om het vaststellen van de mogelijke hoeveelheden en aard van de koolwaterstoffen die in geologische bekkens aanwezig zijn. Ook werden er fundamentele onderzoeken gedaan naar het ontstaan van koolwaterstoffen (olie en gas) uit organisch materiaal. Daarnaast naar het onderzoeken van het mechanisme van olietransport vanuit het moedergesteente naar het reservoir. 

#### Informatieverwerking

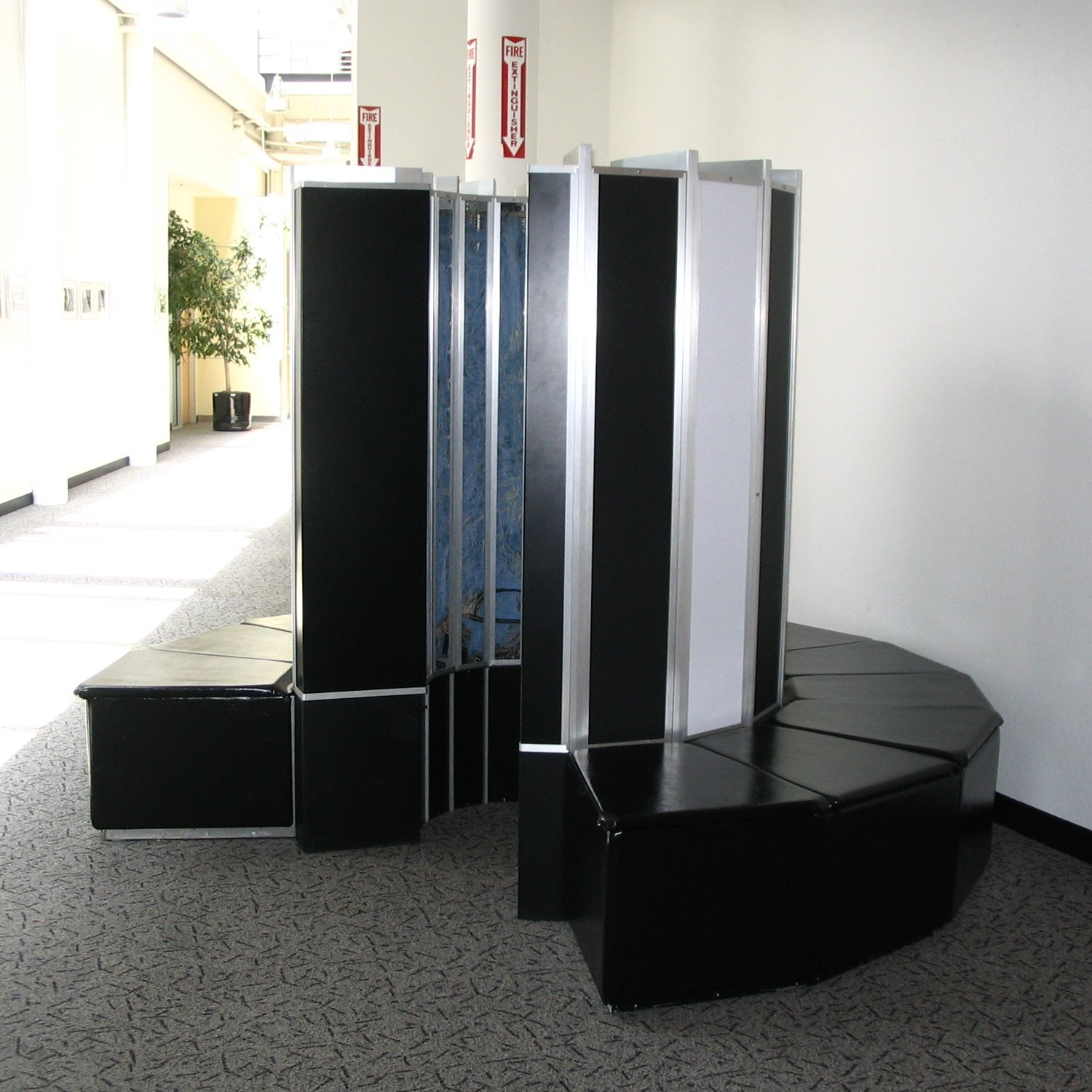
Een Cray-1 met de karakteristieke zitbankjes

Het laboratorium had een centrum voor informatieverwerking ter ondersteuning van de research. Het laboratorium sloot in 1982 een overeenkomst voor de levering van wat men toen  een supercomputer noemde, de Cray-1 van Cray Research. Om de data die op tapes waren opgeslagen snel te kunnen laden beschikte het laboratorium naast de nodige tapedrives over een automatisch ladende tapecasseterobot, vergelijkbaar met een hefdraaikiezer. 
Proeven en het ontwikkelen van software met betrekking tot het vinden van olie- of gashoudende aardlagen werd ook wel uitbesteed aan onderzoeksinstituten en laboratoria over de gehele wereld.

### Productie research
Deze research richtte zich op het verbeteren van bestaande productiemethoden en het ontwikkelen van nieuwe.

#### Boren
Gestart als voornamelijk experimenteel onderzoek werd dit in de loop van de tijd steeds meer ondersteund en aangevuld door theoretisch onderzoek. Dit gebeurde in nauwe samenwerking met de fabrikanten van apparatuur. Daarbij gaat het om meetapparatuur voor het de bepaling van de plaats van het boorgat, aandrijfmotoren in het boorgat, boorbeitels van nieuwe en slijtvaste materialen, enz. 

#### Offshore Technologie
Hierbij ging het om zaken als materiaalsterkte, toegepaste mechanica, hydrodynamica, instrumentatie enz. Er werd onderzoek gedaan naar het verankeren en stabiliseren van drijvende booreilanden, spanningen in en bewegen van constructies en het leggen van pijpleidingen in diep water. Ook de interactie tussen drijvende productieplatforms en langszij gemeerde tankers was daarbij van belang. 

#### Petrofysica
Dit onderzoek analyseerde de aangeboorde aardlagen en bepaalde de aard en hoeveelheid van de aangetroffen vloeistoffen of gassen. Meestal indirect, door bijvoorbeeld het elektrisch geleidingsvermogen en akoestische snelheid of dichtheid. Het was een kernpunt van de verschillende operationele activiteiten. 

#### Productie Technologie
Men hield zich bezig met de problemen die zich bij het boren voordoen, afwerken en in productie brengen en stimuleren van olie en gasputten. Daar hoorde ook onderzoek bij naar methoden om bijvoorbeeld water in het reservoir te pompen voor een hogere opbrengst. Het lab voerde experimenten uit met een "waterwisser", die gebruik maakte van polypropyleen-vezel om drijvende olie te absorberen.

#### Productie Geologie
Daarbij richtte men zich op het opzetten van een model van een olie- of gasreservoir om samen met onderzoekers van andere disciplines een plan te kunnen maken voor het zo goed mogelijk ontwikkelen van een veld. Het laboratorium beschikte ook over een tomograaf.

#### Reservoir Technologie
Hier bepaalde men welke methoden moesten worden ingezet om koolwaterstoffen zo goed mogelijk uit een reservoir kunnen worden gewonnen. Men ging uit van proeven met schaalmodellen. Wat in de praktijk een jaar kan duren zag men hiermee in een uur. Zo konden voor een veld snel winningsmethoden worden ontwikkeld, zoals het injecteren van water of gas, heet water of stoom.  

### Algemene research en Wiskunde
Deze afdeling werkte aan fundamentele kennis die van belang is voor de overige research in Rijswijk, in samenwerking met de andere laboratoria van de Koninklijke/Shell groep. 

## Keuken
In de Groep van maatschappijen van Shell was de keuken beroemd. Er was op het hoofdkantoor aan de Carel van Bylandtlaan veel bezoek van voor Shell belangrijke functionarissen, die dan vaak ook werden rondgeleid op het vlakbij gelegen laboratorium en dus ook culinair goed moesten worden onthaald. 

## Geschiedenis
Het onderzoek voor de exploratie en productie van ruwe olie was oorspronkelijk gevestigd in een laboratorium in Delft. De eerste paal voor het nieuwe laboratorium in Rijswijk werd geslagen op 5 januari 1959. Het werd geopend op 24 november 1961 door ir. H.W. Slotboom. Hij was onderzoekscoordinator van de groep van Shell Maatschappijen en hoofd van het Koninklijke/Shell Laboratorium Amsterdam (KSLA). 
In de beginfase ging het onder andere om het verkrijgen van fundamenteel inzicht en het stimuleren van het oliewinningsproces door middel van grootschalige, langdurige en arbeidsintensieve modelproeven. Later kon fysische simulatie plaats maken voor mathematische modellering van het exploratie- en produktie-onderzoek. 
Door de ontwikkeling van steeds efficiëntere informatietechnologie werd het bestaan van het laboratorium ondergraven. Daar kwam bij dat Cor Herkströter als voorzitter van de raad van bestuur van Shell rond 1996 de centrale kantoren in Den Haag en Londen en de laboratoria te Amsterdam en Rijswijk reorganiseerde. Hij vond dat iedereen die ouder was dan 50 jaar te oud en met een regeling kon vertrekken. De vestiging werd gesloten, maar het werk werd voortgezet met grote delen van SIPM-EP in een andere organisatie.

## Beroemde onderzoekers
Het KSEPL heeft veel onderzoekers gekend die naast hun werk ook hoogleraar op een universiteit waren. Ook veel van hun studenten werden tijdelijk ingevlogen om mee te werken en ervaring op te doen. (En om te zien of de slimste in het team zouden passen.)
- Guus Berkhout, acoustiek[4], TUD
- Peter Currie, petroleum engineering TUD 1997-2008
- Jan van Deemter bekend van de Van Deemtervergelijking[5]
- Daan Dietz, reservoir engineering TUD 1973-1983
- Jacques Hagoort, reservoir engineering TUD 1987-1997[6]
- Otto Hinze, stromingsleer TUD
- Jan Holtrop, productie technologie TUD 1990-1997(ook decaan)
- Jan Hospers, geofysica UvA en University of Tromsø[7][8]
- JanDirk Jansen, productie technologie TUD (ook decaan)
- Vianney Koelman, TUE
- Gijs Ooms, stromingsleer TUD[9]
- Max Peeters, petrofysica TUD 1993-1998 en Colorado School of Mines
- Pieter Alettinus Schenck, algemene chemie TUD
- Wolfgang Schlager, marine geologie  VU 1983-1998 en University of Miami
- Coen Weber, productie Geologie TUD 1985-2000

## Trivia
Het laboratorium heeft in de 80'er jaren meegewerkt aan inwendig onderzoek aan een dolfijn. De tomograaf van het laboratorium die er voor werd ingezet werd gewoonlijk gebruikt voor het onderzoek aan modellen van zandlagen. In verband met de hygiëne waren tomografen van ziekenhuizen niet voor het onderzoek beschikbaar. 